# Oekraïens basketbalteam (mannen)
Het Oekraïens nationaal basketbalteam is een team van basketballers dat Oekraïne vertegenwoordigt in internationale wedstrijden. Ukrainian Basketball Federation is verantwoordelijk voor het team, dat na de onafhankelijkheid van 1991 in 1992 lid werd van FIBA Europe. Daarvoor kende Oekraïne grote successen met het basketbalteam van de Sovjet-Unie. Dat land won veertien keer de Eurobasket, drie keer een wereldkampioenschap basketbal en tweemaal het onderdeel basketbal van de Olympische Zomerspelen. Sinds Oekraïne een eigen nationaal basketbalteam heeft, heeft het land zich enkel vier keer kunnen kwalificeren voor Eurobasket. 

## Oekraïne tijdens internationale toernooien

### Wereldkampioenschap
- WK basketbal 2014: 18e

### Eurobasket
- Eurobasket 1997: 13e
- Eurobasket 2001: 14e
- Eurobasket 2003: 14e
- Eurobasket 2005: 16e
- Eurobasket 2011: 17e
- Eurobasket 2013: 6e
- Eurobasket 2015: 22e
- Eurobasket 2017: 15e
- Eurobasket 2022: 11e

## Coaches
- Zoerab Chromajev (1992-1997)
- Vladislav Pustogarov (1997-1998)
- Vladimir Ryzhov (1998-2000)
- Gennadi Zaschuk (2000-2005)
- Vitaly Lebedintsev (2006-2007)
- Valentin Berestnev (2007)
- Valentyn Melnychuk (2008-2009)
- Vitaliy Cherniy (2010)
- Mike Fratello (2011-2014)
- Jevhen Moerzin (2015-2019)
- Ainars Bagatskis (2019-2023)
- Vitaly Stepanovsky (2023-2024)
- Ainars Bagatskis (2025-heden)